# Universitas Islam Indonesia

Pustakasala Hindutempel Ausgrabung vor der Indonesia Islamic University Ulil Albab Moschee.

Die Universitas Islam Indonesia (Indonesische Islamische Universität) ist eine islamische Universität in Indonesien.
Die Gründung erfolge am 8. Juli 1945 als STI (Islamische Hochschule Sekolah Tinggi Islam) in Jakarta, 40 Tage vor der Erklärung der Unabhängigkeit der Republik Indonesien, es war die  erste Hochschule Indonesiens, die sich nicht im Besitz der Niederländer befand.
1946 zog sie nach Yogyakarta um.  Am 14. Dezember 1947 entstand aus der Islamischen Hochschule (STI) eine Universität, die Universitas Islam Indonesia (UII). Die UII ist heute eine private Universität.
Die Universität ist Mitglied der Vereinigung der Universitäten der islamischen Welt.